# Cyrille Guimard
Cyrille Guimard (Bouguenais, 20 gennaio 1947) è un dirigente sportivo, ex ciclista su strada, pistard e ciclocrossista francese.
Professionista dal 1968 al 1976, conta sette vittorie di tappa al Tour de France e due alla Vuelta a España ed è stato per due volte bronzo ai mondiali di ciclismo nel 1971 e nel 1972.

## Carriera
Guimard riuscì a conseguire successi in tutte le specialità del ciclismo. Passato professionista nel 1968, dopo aver vinto nell'ultima stagione da dilettante il titolo nazionale e due tappe al Tour de l'Avenir, vinse subito diverse corse, fra le quali la Genova-Nizza, facendosi apprezzare per il suo spunto veloce.
Si ripeté alla Genova-Nizza anche nel 1969; in questa stagione vinse anche due tappe al Grand Prix du Midi Libre, fu settimo alla Parigi-Roubaix e terzo nel Critérium National.
Nel 1970 vinse il campionato francese di velocità in pista e fu secondo in quello su strada; partecipò anche al suo primo Tour de France che lo vide vincere in una tappa. Fra gli altri piazzamenti, un secondo posto al Trofeo Laigueglia e il sesto alla Parigi-Nizza. Fu convocato anche per i mondiali che chiuse quattordicesimo.
Nel 1971 fu settimo al Tour de France, sfiorando in diverse occasioni il successo di tappa; ottenne piazzamenti nelle classiche, dove fu terzo al Giro delle Fiandre e quinto alla Parigi-Tours. Partecipò anche alla sua prima e unica Vuelta a España dove fu due volte vincitore di tappa e conquistò sia la maglia della combinata che quella a punti. Sempre in quell'anno ottenne il terzo posto ai mondiali di Mendrisio.
Il 1972 lo vide vincitore di Grand Prix du Midi Libre, Tour de l'Oise, Parigi-Bourges, quattro tappe al Tour e numerose altre corse; partecipò nuovamente ai mondiali e nella volata di Gap, quando Basso rimontò su Bitossi, si piazzò ancora terzo. Fra gli altri piazzamenti di quella stagione, il terzo posto nel Giro di Lombardia e il settimo nella Parigi-Tours.
Quell'anno al Tour lottò per la vittoria, ma fu costretto a ritirarsi per una tendinite. Si ritirerà dalla Grande Boucle anche nei due anni successivi, a causa delle cadute.
Nel 1973 vinse numerose corse, fra le quali una tappa del Tour; fu secondo nella Bordeaux-Parigi, terzo nel Polymultipliée e sesto nella Freccia Vallone. Analoghi risultati conseguì nel 1974, compresa una tappa del Tour, mentre nel 1975 vinse il Grand Prix de Plouay e fu secondo nella Genova-Nizza.
Nel 1976 vinse il campionato nazionale di ciclocross e fu quarto in quello del mondo.
La carriera sportiva di Guimard è stata macchiata da tre casi di doping: nel 1970 alla Quattro giorni di Dunkerque, nel 1971 al Giro del Lussemburgo e nel 1974 nella tredicesima tappa del Tour de France.
Dopo la fine della carriera ha svolto il ruolo di direttore sportivo portando al successo corridori, tra i quali Bernard Hinault, Laurent Fignon e Lucien Van Impe. È stato comentatore televisivo e si è anche candidato per la presidenza della federazione ciclistica francese.
Dal 2007 al 2015 è direttore sportivo alla Roubaix-Lille Métropole.

## Palmarès

### Strada
- 1965 (Dilettanti)

3ª tappa Essor Breton
- 1967 (Dilettanti)

Campionati francesi, Prova in linea
11ª tappa Tour de l'Avenir (Bourges > Fontainebleau)
12ª tappa Tour de l'Avenir (Fontainebleau > Parigi)
- 1968 (Mercier - BP - Hutchinson, tre vittorie)

Genova-Nizza
Prix de Saint Tropez
4ª tappa Parigi-Lussemburgo (Colonia > Lussemburgo)
- 1969 (Mercier - BP - Hutchinson, tre vittorie)

Genova-Nizza
1ª tappa Grand Prix du Midi Libre (Montpellier > Béziers)
2ª tappa Grand Prix du Midi Libre (Font Romeu > Perpignan)
- 1970 (Fagor - Mercier - Hutchinson, tre vittorie)

Grand Prix d'Antibes
2ª tappa Tour de France (Limoges > La Rochelle)
6ª tappa Tour de l'Indre et Loire (Loches > Tours)
- 1971 (Fagor - Mercier - Hutchinson, tre vittorie)

5ª tappa Vuelta al País Vasco (San Sebastian > Eibar)
3ª tappa Vuelta a España (Calpe > Puebla de Farnals)
15ª tappa Vuelta a España (Burgos > Segovia)
- 1972 (Gan - Mercier - Hutchinson, diciassette vittorie)

Parigi-Bourges
Grand Prix des Herbiers
1ª tappa Grand Prix du Midi Libre (Castelnaudary > Valras-Plage)
2ª tappa Grand Prix du Midi Libre (Béziers > Sète)
Classifica generale Grand Prix du Midi Libre
1ª tappa Tour de l'Oise (Creil > Compiègne)
Classifica generale Tour de l'Oise
1ª tappa Tour de France (Angers > Saint-Brieuc)
4ª tappa Tour de France (Merlin-Plage > Royan)
14ª tappa Tour de France (Valloire > Aix-les-Bains)
15ª tappa Tour de France (Aix-les-Bains > Le Revard)
2ª tappa Tour d'Indre-et-Loire (Joué-lès-Tours > Tours)
3ª tappa Tour d'Indre-et-Loire (Tours > Tours)
2ª tappa Setmana Catalana (Sabadell > Valls)
4ª tappa, 2ª semitappa Critérium du Dauphiné Libéré (Grenoble > Romans)
3ª tappa Giro del Lussemburgo (Echternach > Diekirch)
Circuit de l'Aulne
- 1973 (Gan - Mercier - Hutchinson, tre vittorie)

3ª tappa Tour de France (Roubaix > Reims)
2ª tappa Critérium du Dauphiné Libéré (Bourg-en-Bresse > Belley)
3ª tappa Tour d'Indre-et-Loire (Châteaurenard > Tours)
- 1974 (Merlin Plage - Shimano - Flandria, cinque vittorie)

3ª tappa Etoile des Espoirs (Saint-Brice-en-Coglès > Fougères)
8ª tappa Tour de France (Châlons-sur-Marne > Chaumont)
3ª tappa Parigi-Nizza (Paray-le-Monial > Saint-Etienne)
5ª tappa Étoile de Bessèges (Bessèges > Bessèges)
2ª tappa Tour de l'Aude (Belvèze-du-Razès > Bram)
- 1975 (Flandria - Carpenter, quattro vittorie)

Grand Prix de Plouay
5ª tappa Étoile de Bessèges (Le Cannet > Le Cannet)
7ª tappa Étoile de Bessèges (Bessèges > Bessèges)
4ª tappa Tour Méditerranéen (Le Lavandou > Fréjus)

### Altri successi
- 1966 (Dilettanti)

Criterium di La Machine
- 1967

Circuit de la Vallee Loire
GP Nice
1ª tappa, 2ª semitappa Tour de l'Avenir (Nimes, cronosquadre)
Classifica a punti Tour de l'Avenir
- 1968 (Mercier - BP - Hutchinson)

Grand Prix de la Soierie - Charlieu (criterium)
Criterium di Chateaugiron
Criterium di Aulnay-sous-Bois
Criterium di Pontrieux
- 1969 (Mercier - BP - Hutchinson)

Prix de la Trinité - Guéret (criterium)
Criterium di Châteaubriant
Criterium di Issé
Criterium di Hérouville
- 1970 (Fagor - Mercier - Hutchinson)

Classifica sprint Tour de France
Ronde d'Aix-en-Provence (criterium)
Criterium di Callac
Criterium di Issoire
Criterium di Bain-de-Bretagne
Criterium di Nantes
La Limouzinière
- 1971 (Fagor - Mercier - Hutchinson)

Challenge Sedis
Criterium di Châteaugiron
Route Nivernaise
Criterium di Cramant
Classifica a punti Vuelta a España
Classifica combinata Vuelta a España
Classifica a punti Giro dei Paesi Baschi
Criterium di Plöerdut
Criterium di Ussel
Criterium di Saint-Thomas de Conac
Criterium di La Bastide d'Armagnac
Criterium di Callac
- 1972 (Gan - Mercier - Hutchinson)

Classifica a punti Giro del Delfinato
Classifica a punti Quatre Jours de Dunkerque
Classifica a punti Tour de l'Oise
Criterium di Biot
Criterium di Rungis
Criterium di Chateaugiron
Criterium di Chateau-Chinon
Criterium di Sarzeau
Criterium di Moorslede
Criterium di Plancoet
Criterium di Maurs
Criterium di Châteaulin
- 1973 (Gan - Mercier - Hutchinson)

Classifica a punti Giro del Delfinato
Ronde d'Aix-en-Provence (criterium)
Criterium di Saint-Just
Criterium di Ergue-Gaberic
Criterium di Joyeuse
Criterium di Isse
Criterium di Auxerre
Criterium di Lamballe
Criterium di Pléaux
Criterium di Bain-de-Bretagne
Criterium di La Ferté-Bernard
Criterium di Nantes
Nantes - La Beaujoire
- 1974 (Merlin Plage - Shimano - Flandria)

Classifica a punti Etoile des Espoirs
Criterium di Biot
Criterium di Grigny
Criterium di Flers de l'Orne
Criterium di Plaintel
Criterium di Pleurtuit
Criterium di Saint-Brieuc
Criterium di Callac
- 1975 (Flandria - Carpenter)

Ronde des Korrigans - Camors (criterium)
Criterium di Canet-Plage
Criterium di Chalais
Criterium di Plöerdut
Criterium di Sérénac
Criterium di Sin-le-Noble
Criterium di Saint-Macaire en Mauges
Criterium di Quiberon

### Pista
- 1970

Campionati francesi, Velocità
- 1972

Sei giorni di Grenoble (con Alain Van Lancker)

### Ciclocross
- 1972

Mazé
- 1976

Campionati francesi
Cyclo-cross du Mingant (Lanarvily)

## Piazzamenti

### Grandi Giri
- Tour de France

1970: 62º
1971: 7º
1972: ritirato (18ª tappa)
1973: ritirato (8ª tappa)
1974: ritirato (21ª tappa)
- Vuelta a España

1971: 12º

### Classiche monumento
- Milano-Sanremo

1968: 40º
1973: 9º
1975: 62º
- Giro delle Fiandre

1968: 74º
1971: 3º
1972: 18º
1973: 13º
1975: 16º
- Parigi-Roubaix

1969: 7º
1970: 38º
1971: 21º
1972: 14º
1973: 14º
- Liegi-Bastogne-Liegi

1975: 30º
- Giro di Lombardia

1972: 2º
1974: 14º

### Competizioni mondiali
- Campionati del mondo su strada

Nurburgring 1966 - In linea Dilettanti: 12º
Heerlen 1967 - In linea Dilettanti: 41º
Zolder 1969 - In linea: ritirato
Leicester 1970 - In linea: 14º
Mendrisio 1971 - In linea: 3º
Gap 1972 - In linea: 3º
Barcellona 1973 - In linea: 34º
- Campionati del mondo di ciclocross

Praga 1972: 11º
Melchnau 1975: 16º
Chazay d'Azergues 1976: 4º